# Martin Nováček

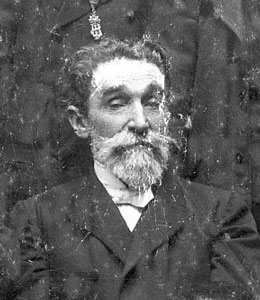
Martin Novacek

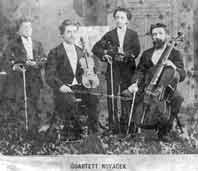
Das Nováček Quartet

Martin Joseph Nováček (* 10. November 1834 in Horaschdowitz; † 19. März 1906) war ein böhmischer Musikpädagoge, Dirigent und Musiker.
Nováček wurde im Alter von 18 Jahren Organist und Chorleiter an der römisch-katholischen Kirche von Bela Crkva (Weißkirchen). Mit dem Chor unternahm er Konzertreisen, die ihn (1865) bis nach Dresden führten. Er eröffnete in Weißkirchen eine private Musikschule und eine Gesangs-Musikschule für Kinder. Hier wurden auch seine Kinder, vier Söhne und zwei Töchter, geboren. 
1871 übersiedelte Nováček nach Temeswar, wo er mit Wilhelm Franz Speer (1823–1898) 1873 die Leitung des Philharmonischen Vereins, die er bis 1875, danach 1881–1882 und 1898–1905 innehatte. 1874 und 1875 veranstaltete er hier mehrere Konzerte, bei denen Werke von Palestrina, Johann Sebastian und Carl Philipp Emanuel Bach, Alessandro Stradella und Luigi Boccherini aufgeführt wurden und er selbst eigene Kompositionen auf der Viola d’Amore spielte. Ab 1875 veranstaltete er mit Ferdinand Prenner, Franz Sedlmayer, Max Weiß, Eduard Gerger und Wilhelm Franz Speer Kammermusikkonzerte. Als Domkapellmeister komponierte er auch Werke für den Domchor.
Mit seinen drei ältesten Söhnen gründete Nováček 1877 das  Streichquartett Kammermusikvereinigung Familie Nováček, mit dem er Tourneen durch Böhmen und Ungarn unternahm und erfolgreiche Auftritte in Karlsbad und auf der Budapester Margareteninsel hatte.
Die vier Söhne Nováčeks, Ottokar, Rudolf, Karl und Victor, wurden selbst als Musiker bekannt.